# Клаус Мітуш
Клаус Мітуш (нім. Klaus Mietusch; нар. 5 серпня 1918, Позен — пом. 17 вересня 1944, поблизу Керкена, Південна Вестфалія) — німецький військовий льотчик-ас за часів Третього Рейху, майор (1944) Люфтваффе. Кавалер Лицарського хреста Залізного хреста з дубовим листям (посмертно, 1944). За 452 бойових вильоти у повітряних боях він здобув 75 перемог, але загинув у повітряній сутичці з американським винищувачем P-51 «Мустанг». За підрахунками істориків, Митуш був збитий 9 разів, й щонайменше поранений чотири рази, проте ніколи не повертався не виконавши завдання.

## Біографія
Клаус Митуш народився 5 серпня 1918 у місті Позен у прусській імперській провінції Позен.
1 вересня 1938 обер-фенріх Клаус Мітуш після закінчення льотної школи прибув до 2./JG234 (з 1 травня 1939 — 2./JG26). 23 вересня 1939 у званні лейтенанта його перевели до 7./JG26.
Першу перемогу він здобув 31 травня 1940, збивши над Дюнкерком, Франція, британський «Харрікейн» з 213-ї ескадрильї Королівських ВПС. 8 червня вже його Bf-109E-1 W.Nr.2746 був збитий «Харрікейном» за лінією фронту поблизу Нефшатель-Ардело. Вистрибнувши з парашутом, Митуш потрапив у полон. При цьому, поки німецький льотчик опускався на землю, місцеві селяни відкрили по ньому вогонь із мисливських рушниць і він отримав поранення в сідницю. Наприкінці червня 1940, після капітуляції Франції, він був звільнений із полону.
31 серпня 1940 р., після повернення до ескадрильї, Митуш здобув другу перемогу, збивши «Спітфайр» з 19-ї ескадрильї Королівських ВПС. Наприкінці 1940 йому присвоїли звання обер-лейтенанта.
У січні 1941 7./JG26 під командуванням обер-лейтенанта Й. Мюнхеберга була передислокована на Сицилію. У боях над островом Мальта Митуш одержав 3 перемоги, доки у квітні 1941 ескадрилья не була перекинута на завоювання Югославії. У небі над Подгорицєю він збив югославський біплан «Ф'юрі».
Загалом у період з 26 лютого по 17 червня 1941 в боях над островом Мальта, Югославією і Північною Африкою він збив сім «Харрікейнів» і один біплан «Ф'юрі», і його рахунок досяг десяти перемог. У вересні ескадрилья повернулася до Північної Франції. 19 вересня 1941 обер-лейтенант Й. Мюнхеберг прийняв командування II./JG 26, замість загиблого у бою гауптмана А. Вальтера, відповідно Мітуш очолив рідну ескадрилью.
19 серпня 1942 він збив у небі над Дьєпом при спробі висадки союзного морського десанту на узбережжя Франції два британських винищувачі «Спітфайр». Загалом протягом 1942, діючи на Західному фронтові, він збив вісім «Спітфайрів» і «Бостон», і 15 жовтня був нагороджений Німецьким Хрестом у золоті.
У лютому 1943 7./JG26 направили на Східний фронт, у район Ленінграда, на заміну I./JG 54. Ескадрилья розташувалася на аеродромі Красногвардійськ. До цього часу на рахунку гауптмана Митуша вже було 29 перемог. Рано вранці 31 травня, він збив два ЛаГГ-3 і Пе-2, й подолав рубіж у 30 перемог. У трьох вильотах 18 червня він збив одночасно п'ять літаків: чотири ЛаГГ-3 і Як-7, подолавши планку в 40 перемог. Його 7./JG26 записала на свій рахунок 63 збитих радянських літаки.
5 липня 1943 гауптмана Мітуша призначили командиром III./JG26, і він повернувся до Західної Європи. До цього часу на його рахунку були 15 радянських літаків: 12 ЛаГГ-3, Пе-2, Як-7 і І-153. Увечері 25 липня німецький ас збив B-17F — це була його 45-а перемога.
20 жовтня Мітуш здобув 50-ту перемогу. 8 березня 1944 він збив чергову «Літаючу фортецю», та досяг рубежу в 60 перемог, але потім і його Bf-109G-6-W Nr. 162032 був збитий американським P-47 «Тандерболт», які входили до ескорту бомбардувальників. Отримавши поранення, Мітуш вистрибнув з парашутом і на кілька тижнів потрапив у госпіталь.
26 березня 1944 його нагородили Лицарським Хрестом, а згодом у квітні присвоїли звання майора.
12 квітня 1944 під час посадки на аеродромі Руе-Етен шасі його Bf-109G-6 W.Nr. 162345 потрапили в погано розрівняну вирву від бомби. Літак перекинувся, і, отримавши нові травми, Митуш знову потрапив у госпіталь.
Після повернення зі шпиталю у період з 12 травня по 23 червня Клаус Мітуш збив три P-38, два P-47, два В-17, В-24 і «Тайфун». 4 липня він здобув 70-ту перемогу, збивши ще один «Лайтнінг». 17 липня на його рахунку був «Спітфайр» з 602-ї ескадрильї Королівських ВПС, збитий південно-західніше від міста Кан. Проте в тому ж бою був збитий і його Bf-109G-6/U4 W.Nr.440640. Отримавши поранення, Мітуш вистрибнув із парашутом. Його відправили в госпіталь в Німеччину, але вже через місяць він повернувся до групи.
17 вересня 1944 при проведенні союзниками масштабного наступу за планом операції «Маркет-Гарден» у бою північніше Менхенгладбах він збив Р-51 з американської 361-ї винищувальної групи — це була його 75-та і остання перемога. Через п'ятнадцять хвилин його Bf-109G-6/U4 W.Nr.441646 був збитий «Мустангом» лейтенанта Вільяма Байєра з 376-ї ескадрильї 361-ї винищувальної групи. Винищувач впав у районі Альдекерк, у 15 км на північний захід від Крефельда, і Митуш загинув.
18 листопада 1944 р. його посмертно нагородили Лицарським Хрестом з дубовим листям (Nr.653).
Загалом майор Клаус Мітуш здійснив 452 бойових вильоти, при цьому його самого збивали дев'ять разів і чотири рази він був поранений. У числі збитих їм літаків було 12 важких бомбардувальників В-17 і В-24.